# 童世璜
童世璜（1921年—？），男，湖北武昌人，中国工业自动化控制专家，曾任中国科学院自动化研究所研究员，中国自动化学会理事。